# 작은가시쥐
작은가시쥐 또는 작은보르네오가시쥐(학명: Maxomys baeodon)는 쥐과에 속하는 설치류의 일종이다. 또한 작은가시쥐는 보르네오섬 말레이시아 지역의 사라왁주와 사바주에서만 발견된다.

## 특징
꼬리 길이 119~133mm를 제외한 몸길이가 126~140mm인 작은 설치류로 발 길이는 25~28mm이고, 귀 길이는 17~19mm이다. 몸은 짧은 가시털로 덮여 있다. 등 쪽은 불그스레한 색을 띠며 가시털 끝은 노랗다. 배 쪽은 흰노f란색이다.

## 생태
땅 위에서 주로 생활하는 육상성 동물이고, 크고 많은 나무가 있는 좁은 공간을 좋아한다.

## 분포 및 서식지
보르네오섬 서부의 산악 지대의 토착종이다. 섬 전체에 널리 분포하는 것으로 추정된다. 해발 900m와 1,400m 사이의 일차림 열대우림에서 서식한다.